# Гасанова, Афет Абиль кызы
Афет Абиль кызы Гасанова (азерб. Afət Əbil qızı Həsənova; род. 3 сентября 1960 года, Куба, Азербайджанская ССР) — государственный и политический деятель Республики Азербайджан. Депутат Милли меджлиса Азербайджанской Республики VI и VII созывов, член комитета по науке и образованию, член комитета по природным ресурсам, энергетике и экологии, член дисциплинарной комиссии.

## Биография
Афет Гасанова родилась 3 сентября 1960 году в городе Куба, Азербайджанской ССР. С 1967 по 1977 год училась в средней школе № 3 города Куба. С 1977 по 1979 год Афет Гасанова работала рабочим на Кубинском консервном заводе.
С 1979 по 1983 год училась в Высшей комсомольской школе по специальности «История».
С 2001 по 2012 год работала научным сотрудником исследовательской лаборатории Бакинского славянского университета. С 2012 по 2015 год являлась заместителем главы Губинского района по вопросам образования, здравоохранения и культуры. С 2015 по 2020 год — заместителем главы Сураханского района.
На выборах в Национальное собрание Азербайджана VI созыва, которые прошли 9 февраля 2020 года, баллотировалась от партии Ени Азербайджан (ПЕА) по 3-му Сураханскому избирательному округу № 32. По итогам выборов одержала победу и получила мандат депутата Милли меджлиса Азербайджанской Республики. С 10 марта 2020 года приступила к депутатским обязанностям. Афет Гасанова стала членом Комитета по науке и образованию, Комитета по природным ресурсам, энергетике и экологии, а также дисциплинарной комиссии Милли меджлиса. Член Межпарламентской ассамблеи Содружества Независимых Государств.
В 2024 году на парламентских выборах в Азербайджане, которые состоялись 1 сентября, одержала победу в III Сураханском избирательном округе №32. Официально стала депутатом Милли Меджлиса Азербайджана седьмого созыва, первое заседание которого состоялось 23 сентября 2024 года.
Замужем, имеет двоих детей.